# Leon Cooper
Leon Neil Cooper (New York, 28 februari 1930 – Providence (Rhode Island), 23 oktober 2024) was een Amerikaans natuurkundige die in 1972 samen met John Bardeen en Robert Schrieffer de Nobelprijs voor Natuurkunde kreeg voor hun gezamenlijk ontwikkelde theorie van de supergeleiding, gewoonlijk BCS-theorie genoemd. De naam van Cooper is vooral verbonden met de zogeheten cooperparen, die in normale supergeleiders verantwoordelijk zijn voor de supergeleiding.

## Biografie
Cooper werd geboren in 1930 als zoon van twee kinderen van Irving en Anna (Zola) Kupchik. Zijn vader was een mensjewiek, afkomstig uit wat nu Witrusland is, die na de Russische Revolutie in 1917 het land was ontvlucht. Zijn moeder was een Poolse. Later veranderde zijn vader zijn achternaam in Cooper. 
Na de Bronx High School of Science in 1947 bezocht hij de Columbia-universiteit waar hij in 1951 zijn bachelor (B.A.), in 1953 zijn master (M.A.) en een jaar later zijn doctoraal behaalde. Hij bracht een jaar door op het Institute for Advances Study en doceerde vervolgens op de Universiteit van Illinois te Urbana-Champaign (1955-57) en de Ohio State University (1957-58).
Daarna kwam hij terecht op de Brown-universiteit te Rhode Island, waar hij in 1966 Henry Ledyard Goddard University Professor werd. Vanaf 1974 is hij er de Thomas J. Watson, Sr. Professor of Science en vanaf 1992 ook directeur van het Institute of Brain and Neural Systems.
Cooper overleed op 23 oktober 2024 op 94-jarige leeftijd.

## Supergeleiding
Cooper werd door professor Bardeen gevraagd om, samen met graduate student Robert Schrieffer, te helpen bij diens promotieonderzoek naar de theorie van supergeleiding. Hoewel Cooper verklaarde 'niets van supergeleiding af te weten' werd hij met name gevraagd vanwege zijn expertise op het gebied van veldentheorie en kwantumelektrodynamica.
Volgens Bardeen kon iemand met kennis op die gebieden achter nuttige informatie komen over de wisselwerking tussen elektronen op kwantumniveau en hoe supergeleiding zou kunnen optreden. Cooper richtte zich op de 'energiekloof' in de elektronische structuur van supergeleiders – het energie-interval die tussen de (supergeleidende) grondtoestand en de (normale geleidende) aangeslagen toestand bestaat. Begin 1956 ontdekte Cooper dat wanneer een geleider onder de kritische temperatuur komt de elektronen, die elkaar gewoonlijk afstoten, zich rangschikken in paren – de later naar hem vernoemde Cooperparen. Elektronen vormen Cooperparen omdat hun gezamenlijke energieniveau namelijk lager is dan wanneer ze apart zouden voorkomen, een conditie die echter alleen optreedt bij extreem lage temperaturen. Zodra deze zijn gevormd ontstaat er een soort superatoom van Cooperparen die zich in een en dezelfde kwantumtoestand bevinden en zich zonder weerstand door het kristalrooster bewegen. De theorie van supergeleiding verscheen in Physical Review in een 29 bladzijden lang artikel.
Later veranderde Cooper van onderzoeksrichting en maakte hij naam op het gebied van neurale netwerken.

## Neurowetenschap
In 1973 creëerde de Brown-universiteit een interdisciplinair  Center for Neural Science met Cooper als directeur. In zijn nieuwe rol begon hij onderzoek te doen met als doel te achterhalen hoe mensen leren.
Reeds in 1949 had de Canadese psycholoog Donald Hebb een theorie geïntroduceerd waarin hij aangaf dat leren gebaseerd was op het coincident afvuren van elektrische signalen tussen de zenuwcellen (neuronen) in het brein waarbij hun synaptische verbindingen worden versterkt. Hoewel zijn theorie van reverbererende circuits algemeen werd aanvaard, rezen er toch vragen over het menselijk geheugen. De belangrijkste: hoe komt het dat de verbindingen tussen de actieve neuronen niet verzadigd raakt en daarmee hun mogelijk om (nieuwe) informatie op te slaan verliezen.
Samen met Elie Bienenstock en Paul Munro, twee doctoraalstudenten, voerde Cooper een rigoureuze analyse uit hoe hersenen informatie kunnen opslaan zonder oververzadigd te raken. Hun theorie was dat zodra synapsen hun verzadigingsniveau bereiken de elektrische signalen die hun aansturen minder effectief worden en de synaptische verbindingen afnemen naar minder verzadigde niveaus. Ofwel de verbindingen oscileren voortdurend tussen verzadigd en onverzadigd. Deze theorie werd in 1982 gepubliceerd in Journal of Neuroscience en raakte bekend als de BCM-theorie van synaptische plasticiteit, naar de initialen van de auteurs.

## Erkenning
Naast de Nobelprijs in de Natuurkunde mocht Cooper nog enkele onderscheidingen in ontvangst nemen, waaronder de Comstock Prize in Physics van de National Academy of Sciences (1968, samen met Schrieffer), de Award of Excellence, Graduate Faculties Alumni van de Columbia-universiteit, de Descartes-medaille (1977) van de Center for Advanced Defense Studies (C4ADS) en de Columbia-college John Jay Award in 1985. Daarnaast verkreeg hij zeven eredoctoraten.

## Werken
- An Introduction to the Meaning and Structure of Physics (1968)
- The Physics and Application of Superconductivity (1968, met Brian B. Schwartz)
- Introduction to Methods of Optimization (1970)
- Methods and Applications of Linear Programming (1974)
- Physics: Structure and Meaning (1992)
- How We Learn, How We Remember (1995)
- Theory of Cortical Plasticity (2004)